# ويليام فيليبس (كاتب)
ويليام فيليبس (بالإنجليزية: William Phillips)‏ هو كاتب أمريكي، ولد في 14 نوفمبر 1907 في نيويورك في الولايات المتحدة، وتوفي في 13 سبتمبر 2002 في مانهاتن في الولايات المتحدة.